# Адамовка (Каменец-Подольский район)
Ада́мовка (укр. Адамівка) — село в Каменец-Подольском районе Хмельницкой области Украины.
Население по переписи 2001 года составляло 95 человек. Почтовый индекс — 32333. Занимает площадь 0,36 км².

## Местный совет
32330, Хмельницкая обл., Каменец-Подольский р-н, с. Приворотье, ул. Ленина, 5